# Peru a 2012. évi nyári olimpiai játékokon
Peru a nagy-britanniai Londonban megrendezett 2012. évi nyári olimpiai játékok egyik részt vevő nemzete volt. Az országot az olimpián 9 sportágban 16 sportoló képviselte, akik érmet nem szereztek.

## Atlétika
Férfi

| Versenyző    | Versenyszám    | Előfutam | Előfutam | Előfutam | Döntő   | Döntő    |
| Versenyző    | Versenyszám    | Idő      | Hely.    | Össz.    | Idő     | Helyezés |
| ------------ | -------------- | -------- | -------- | -------- | ------- | -------- |
| Mario Bazán  | 3000 m akadály | 8:51,95  | 11.      | 36.      | kiesett | kiesett  |
| Raúl Pacheco | Maraton        |          |          |          | 2:15:35 | 21.      |

Női

| Versenyző       | Versenyszám | Eredmény | Helyezés |
| --------------- | ----------- | -------- | -------- |
| Wilma Arizapana | Maraton     | 2:35:09  | 55.      |
| Inés Melchor    | Maraton     | 2:28:54  | 25.      |
| Gladys Tejeda   | Maraton     | 2:32:07  | 43.      |

## Cselgáncs
Férfi
| Versenyző     | Versenyszám | Selejtező                        | 32-es főtábla     | Nyolcaddöntő      | Negyeddöntő       | Elődöntő          | Vigaszág elődöntő | Bronz- mérkőzés   | Döntő             | Helyezés |
| Versenyző     | Versenyszám | Ellenfél Eredmény                | Ellenfél Eredmény | Ellenfél Eredmény | Ellenfél Eredmény | Ellenfél Eredmény | Ellenfél Eredmény | Ellenfél Eredmény | Ellenfél Eredmény | Helyezés |
| ------------- | ----------- | -------------------------------- | ----------------- | ----------------- | ----------------- | ----------------- | ----------------- | ----------------- | ----------------- | -------- |
| Juan Postigos | Légsúly     | Elio Verde (ITA) · 000(1)–100(0) | kiesett           | kiesett           | kiesett           | kiesett           |                   |                   |                   | 33.      |

## Evezés
Férfi

| Versenyző        | Versenyszám  | Előfutam | Előfutam | Vigaszág | Vigaszág | Negyeddöntő | Negyeddöntő | Elődöntő | Elődöntő | Elődöntő | Döntő | Döntő   | Döntő | Helyezés |
| Versenyző        | Versenyszám  | Idő      | Hely.    | Idő      | Hely.    | Idő         | Hely.       | Típus    | Idő      | Hely.    | Típus | Idő     | Hely. | Helyezés |
| ---------------- | ------------ | -------- | -------- | -------- | -------- | ----------- | ----------- | -------- | -------- | -------- | ----- | ------- | ----- | -------- |
| Víctor Aspillaga | Egypárevezős | 7:13,79  | 2.       | 7:10,54  | 3.       |             |             | E/F      | 7:53,76  | 2.       | E     | 7:35,88 | 3.    | 27.      |

## Sportlövészet
Férfi

| Versenyző       | Versenyszám | Selejtező | Selejtező | Döntő   | Döntő    |
| Versenyző       | Versenyszám | Pont      | Helyezés  | Pont    | Helyezés |
| --------------- | ----------- | --------- | --------- | ------- | -------- |
| Nicolás Pacheco | Skeet       | 109       | 32.       | kiesett | kiesett  |

## Súlyemelés
Női

| Versenyző           | Versenyszám | Szakítás | Szakítás | Lökés    | Lökés    | Összesen | Helyezés |
| Versenyző           | Versenyszám | Eredmény | Helyezés | Eredmény | Helyezés | Összesen | Helyezés |
| ------------------- | ----------- | -------- | -------- | -------- | -------- | -------- | -------- |
| Silvana Saldarriaga | 63 kg       | 75       | 10.      | 97       | 9.       | 172      | 10.      |

## Taekwondo
Férfi

| Versenyző   | Versenyszám | Nyolcaddöntő             | Negyeddöntő       | Elődöntő          | Vigaszág elődöntő | Bronz- mérkőzés   | Döntő             | Helyezés |
| Versenyző   | Versenyszám | Ellenfél Eredmény        | Ellenfél Eredmény | Ellenfél Eredmény | Ellenfél Eredmény | Ellenfél Eredmény | Ellenfél Eredmény | Helyezés |
| ----------- | ----------- | ------------------------ | ----------------- | ----------------- | ----------------- | ----------------- | ----------------- | -------- |
| Peter López | Pehelysúly  | Damir Fejzić (SRB) · 3–5 | kiesett           | kiesett           |                   |                   |                   | 11.      |

## Tollaslabda
| Versenyző       | Versenyszám | Csoportkör                                                                      | Csoportkör | Nyolcaddöntő      | Negyeddöntő       | Elődöntő          | Bronz- mérkőzés   | Döntő             | Helyezés |
| Versenyző       | Versenyszám | Ellenfél Eredmény                                                               | Hely.      | Ellenfél Eredmény | Ellenfél Eredmény | Ellenfél Eredmény | Ellenfél Eredmény | Ellenfél Eredmény | Helyezés |
| --------------- | ----------- | ------------------------------------------------------------------------------- | ---------- | ----------------- | ----------------- | ----------------- | ----------------- | ----------------- | -------- |
| Rodrigo Pacheco | Férfi egyes | J csoport · I Hjonil (KOR) · 12–21, 7–21                                        | 2.         | kiesett           | kiesett           | kiesett           | kiesett           | kiesett           | 17.      |
| Claudia Rivero  | Női egyes   | L csoport · Li Hszüe-rui (CHN) · 5–21, 6–21 · Carolina Marín (ESP) · 17–21 7–21 | 3.         | kiesett           | kiesett           | kiesett           | kiesett           | kiesett           | 33.      |

## Úszás
Férfi

| Versenyző         | Versenyszám    | Előfutam | Előfutam | Előfutam | Elődöntő | Elődöntő | Elődöntő | Döntő   | Döntő    |
| Versenyző         | Versenyszám    | Idő      | Hely.    | Össz.    | Idő      | Hely.    | Össz.    | Idő     | Helyezés |
| ----------------- | -------------- | -------- | -------- | -------- | -------- | -------- | -------- | ------- | -------- |
| Sebastián Jahnsen | 200 m gyors    | 1:52,36  | 4.       | 34.*     | kiesett  | kiesett  | kiesett  | kiesett | kiesett  |
| Mauricio Fiol     | 200 m pillangó | 1:59,02  | 2.       | 25.      | kiesett  | kiesett  | kiesett  | kiesett | kiesett  |

Női

| Versenyző     | Versenyszám | Előfutam | Előfutam | Előfutam | Döntő   | Döntő    |
| Versenyző     | Versenyszám | Idő      | Hely.    | Össz.    | Idő     | Helyezés |
| ------------- | ----------- | -------- | -------- | -------- | ------- | -------- |
| Andrea Cedrón | 400 m gyors | 4:24,18  | 2.       | 33.      | kiesett | kiesett  |

* - egy másik versenyzővel azonos időt ért el

## Vitorlázás
Női

| Versenyző      | Versenyszám  | Futam | Futam | Futam | Futam | Futam | Futam | Futam | Futam | Futam | Futam | Futam   | Pontszám | Helyezés |
| Versenyző      | Versenyszám  | 1     | 2     | 3     | 4     | 5     | 6     | 7     | 8     | 9     | 10    | É       | Pontszám | Helyezés |
| -------------- | ------------ | ----- | ----- | ----- | ----- | ----- | ----- | ----- | ----- | ----- | ----- | ------- | -------- | -------- |
| Paloma Schmidt | Laser radial | 35    | 30    | 36    | 36    | 30    | 39    | 33    | (41)  | 32    | 39    | kiesett | 310      | 39.      |